# Дийн Ачесън
Дийн Гудърхам Ачесън (на английски: Dean Gooderham Acheson, 11 април 1893 - 12 октомври 1971) е държавен секретар на САЩ в кабинета на президента Хари Труман.
Изиграл е важна роля за създаването на НАТО, плана Маршал, превъоръжаването на Германия и непризнаването на комунистически Китай.
Любители на конспирации и множество уфолози са на мнение, че е укривал и засекретявал информация за НЛО наблюдения и контакти.